# Krzysztof Krakowiak
Krzysztof Krakowiak (ur. 5 lutego 1961 w Poznaniu) – polski lekkoatleta, wieloboista, medalista mistrzostw Polski, reprezentant Polski.

## Kariera sportowa
Był zawodnikiem Olimpii Poznań.
Na mistrzostwach Polski seniorów na otwartym stadionie zdobył cztery srebrne medale w dziesięcioboju: w 1985, 1986, 1987 i 1989. W halowych mistrzostwach Polski seniorów wywalczył jeden medal: brązowy w siedmioboju w 1986.
Reprezentował Polskę w zawodach Grupy A Pucharu Europy w wielobojach w 1987, zajmując 20. miejsce, z wynikiem 7285.
Rekord życiowy w dziesięcioboju: 7908 (7.07.1985), w siedmioboju w hali: 5453 (9.02.1986).